# San Michele Urrui
San Michele Urrui (sardisch: Santu Micheli Orrui) an der Straße von Fonni nach Lodine in der Provinz Nuoro auf Sardinien ist eine archäologische Ausgrabungsstätte. Der Reichtum an Ressourcen hat das Gebiet seit der Vorzeit zu einem der bevorzugten Plätze gemacht.
Zeugnis der Anwesenheit von Menschen seit der Jungsteinzeit sind etwa zehn Menhire (italienisch Perda fitta) und ein Dutzend Domus de Janas sowie etwas entfernter die Gigantengräber von Bidistili und Madau, die Nuraghe Dronnoro und die Nuraghensiedlung Gremonu.
Die beiden schönsten Menhire von San Michele Urrui wurden versetzt. Sie standen in einem Garten in der Sackgasse am Berg San Michele. Beide haben künstliche Ausschnitte. Einer ist etwa 3,4 Meter hoch und mit Sorgfalt bearbeitet. Der zweite stand etwa 20,0 Meter weiter östlich und ist etwa 2,85 Meter hoch. Das große, zentrale, tiefliegenden Loch und die zahlreichen Schälchen machen ihn laut Giovanni Lilliu zu einem "weiblichen Menhir". An seiner Basis befindet sich ein Tisch, vermutlich für Opfergaben.
Die Bedeutung des Ortes betonen ein Dutzend in den Granit gehauene Domus de Janas in der Nähe der Landkirche San Michele. Alle haben eine einzige Kammer mit einem kleinen quadratischen Vorraum.